# Medal Kolonialny
Medal Kolonialny (fr. Médaille coloniale) – francuskie wojskowe odznaczenie o charakterze pamiątkowym, ustanowione 26 lipca 1893, a 6 czerwca 1962 zastąpiony przemianowanym Medalem Zamorskim. 
Medal ten nadawany był żołnierzom lub marynarzom za udział w kampaniach wojskowych we francuskich koloniach, protektoratach i terytoriach zamorskich, które są oznaczane poprzez dodatkowe okucie w kształcie metalowej listwy (belki) mocowanej na wstążce z napisem (było 112 takich okuć, z czego tylko 50 oficjalnych, ale nie ograniczano możliwości noszenia nieoficjalnym okuciom). Możliwe okucia:
1895; 1925-MAROC-1926; 1940-CÔTE DES SOMALIS-1941; 1942 TUNISIE 1943; A.F.L; ADRAR; AFRIQUE; AFRIQUE ÉQUATORIALE FRANÇAISE; AFRIQUE FRANCAISE LIBRE; AFRIQUE OCCIDENTALE; AFRIQUE OCCIDENTALE FRANÇAISE; AFRIQUE ORIENTALE; AFRIQUE ORIENTALE FRANÇAISE; AGADIR; ALGÉRIE; ALGÉRIE 1906; ANTI-ATLAS; ASIE; ATLAS; BÉNIN; BIR HACHEIM 1942; BIR-HAKEIM; BIR HAKEIM 1942; CAMEROUN; CASABLANCA; CENTRAFRIQUE; CENTRE AFRICAIN; CHINE; CHINE 1895; COCHINCHINE; COLONIAL; COLONIALE; COLONIES; COMORES; CONGO; CÔTE D'IVOIRE; CÔTE D'OR; CÔTE DES SOMALIS; CÔTE DES SOMALIS 1940-1941; CÔTE FRANÇAISE DES SOMALIS; DAHOMEY; DAKAR; DE L'ATLANTIQUE A LA MER ROUGE; ÉRYTHRÉE; ETHIOPIE; EXTRÊME-ORIENT; EXTRÊME ORIENT; FEZ; FEZZAN; FEZZAN 1942; FEZZAN TRIPOLITAINE; FORMOSE; FRANCE D'OUTREMER; GABON; GABON-CONGO; GRAND BASSAM; GUADELOUPE; GUINÉE FRANCAISE; GUYANE; HAUT ME KANG; HAUT-MÉKONG; HAUT NIL; HAUT-OUBANGHI; ILES DE LA SOCIÉTÉ; ILES MARQUISES; INDO-CHINE; INDOCHINE; KOUFRA; KUFRA; LAOS ET MÉKONG; LÉGION ÉTRANGERE; LIBYE; MADAGASCAR; MADAGASCAR 1895; MAROC; MAROC 1925; MAROC 1925-26; MAROC 1925-1926; MAROC 1926; MAROC 1926-1927; MAROC 1927-28; MAROC 1927-1928; MAROC 1928-1929; MARRAKECH; MAURITANIE; MISSION SAHARIENNE; MOYEN ATLAS; NOSSI-BÉ; NLLE CALÉDONIE; NOUVELLE-CALÉDONIE; OCEANIE; ORIENT; QUANG TCHEOU WAN 1898-1899; RIF; SAHARA; SÉNÉGAL ET SOUDAN (variante SENEGAL & SOUDAN); SIAM; SOMALIE; SOUDAN; SUD-ORANAIS; SUD TUNISIEN; TAFILALET; TAZA; TCHAD; TOGO; TONKIN; TRIPOLI; TRIPOLITAINE; TUNISIE; TUNISIE 42-43; TUNISIE 1942-43; TUNISIE 1942-1943.
Sam medal bez okucia mógł być przyznany żołnierzom lub marynarzom, którzy przez co najmniej 6 lat służyli nienagannie w niektórych koloniach lub francuskich terytoriach zamorskich. W przypadku podoficerów musieli mieć oni dodatkowo przesłużone 10 lat, a oficerowie 15 lat.